# República de Taiwan

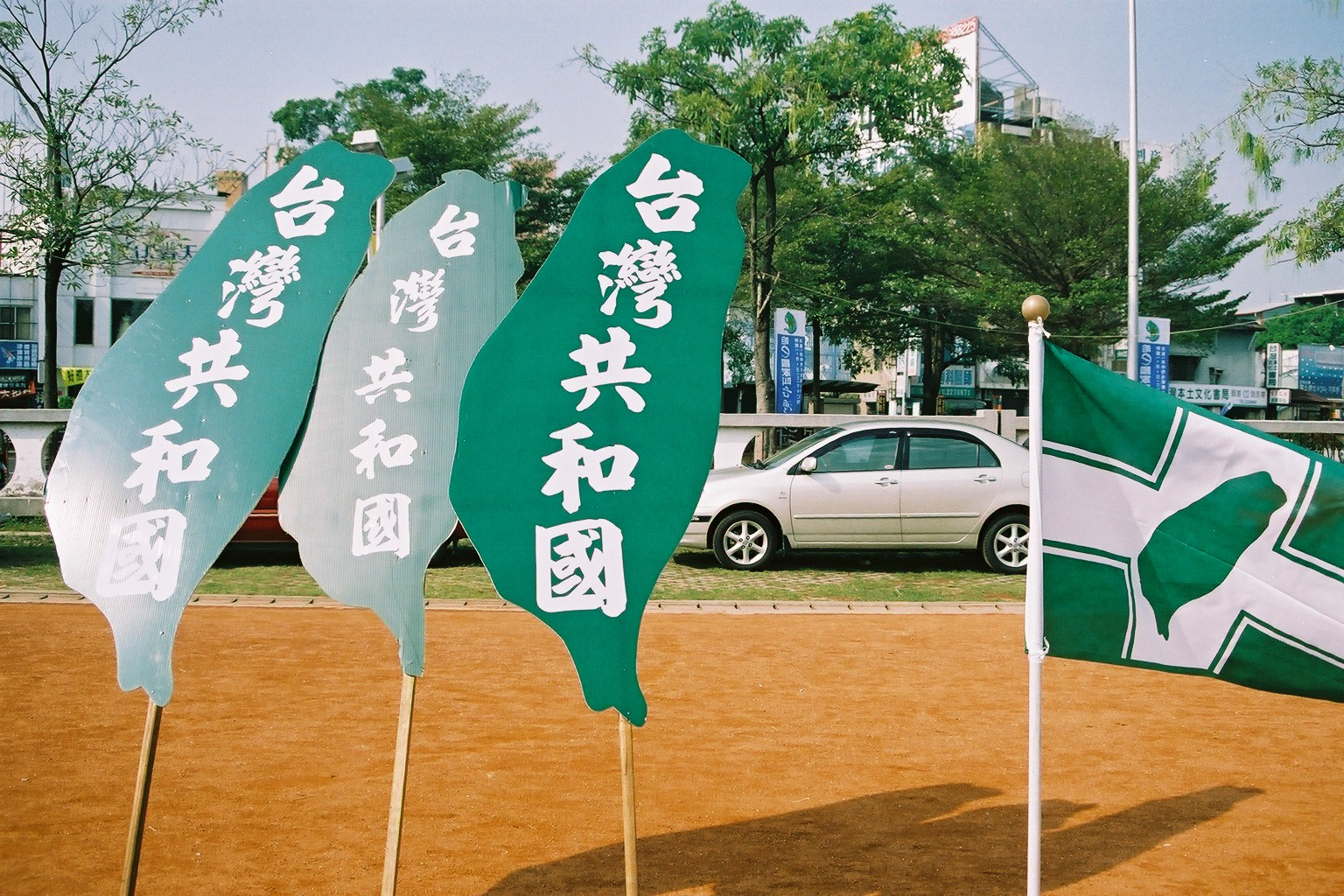
Cartaz pedindo o estabelecimento da República de Taiwan

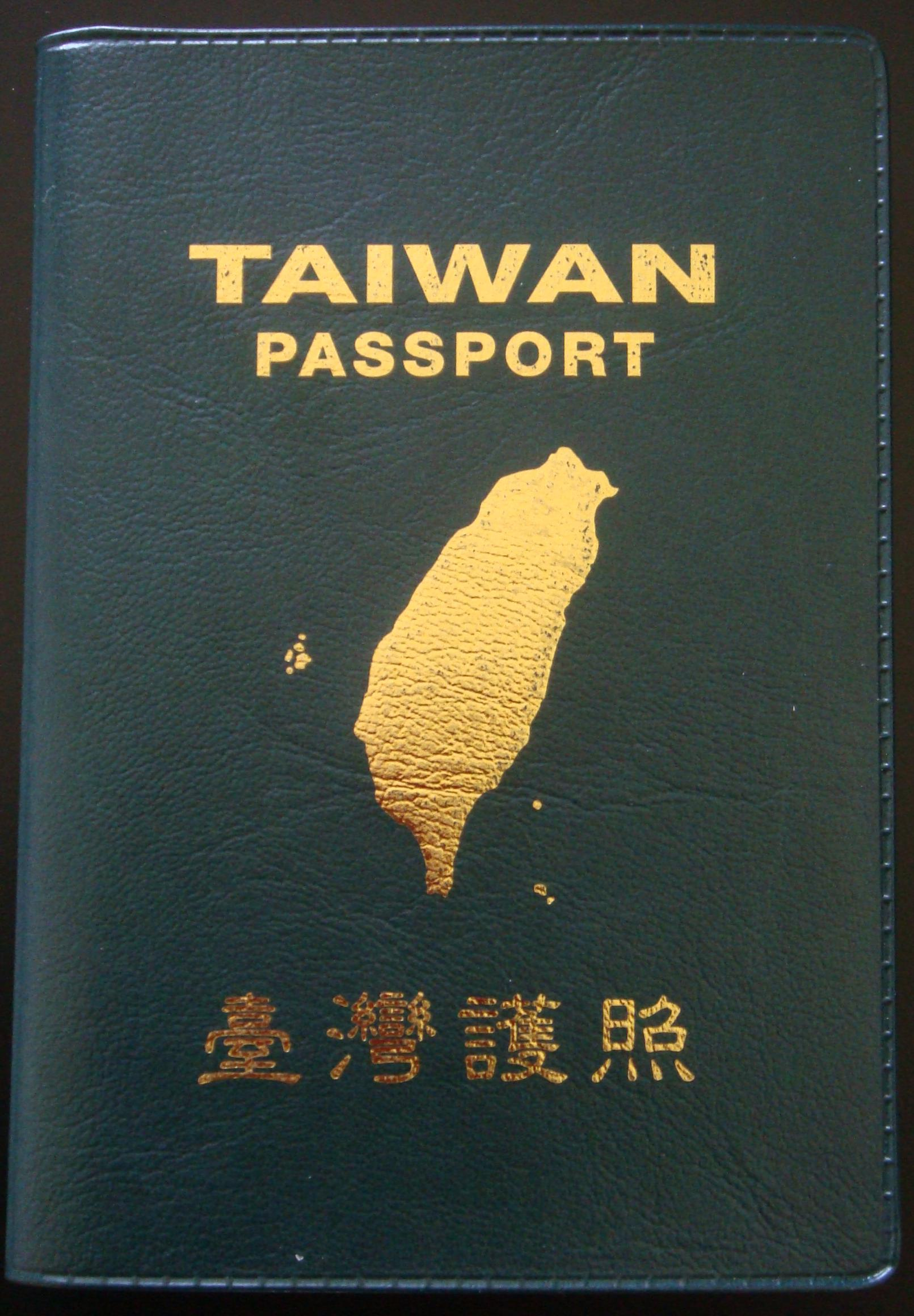
Estojo para passaporte do Estado de Taiwan produzido de forma privada

A "República de Taiwan" (RDT) significa um estado republicano proposto que reivindica independência e soberania com base na autodeterminação dos taisaneses. Está intimamente relacionado ao movimento de independência de Taiwan em um sentido radical ou restrito, e deve ser diferenciado de Huadu, que significa independência da República da China.
A "República de Taiwan" foi defendida e divulgada entre os ativistas pela independência de Taiwan na segunda metade da década de 1920, durante o período em que Taiwan estava o sob o domínio japonês . Após o fim da Segunda Guerra Mundial, a Ilha Formosa foi tomada pela República da China (RC) e, após o impacto do incidente de 28 de fevereiro, ativistas pela independência de Taiwan centrados no taiwanês Thomas Liao fundaram o Governo Provisório da República de Taiwan (em chinês: 台灣共和國臨時政府) em 1956 no Tóquio, Japão.

## História
Desde o período do domínio japonês, o estabelecimento da "República de Taiwan" tem sido uma das principais demandas dos independentes taiwaneses. O movimento de independência em Taiwan pode ser rastreado até a derrota na Primeira Guerra Sino-Japonesa, quando a dinastia Qing cedeu Taiwan e Pescadores ao Japão, e os taiwaneses naquela época estabeleceu a "República de Formosa" em 25 de maio de 1895, para resistir ao exército japonês.
O estabelecimento da República de Taiwan se tornou uma demanda importante do Partido Comunista de Taiwan durante o período de domínio japonês como uma forma de romper com o domínio japonês e promover a libertação nacional. Grande parte do movimento relacionado à independência de Taiwan começou com o Partido Comunista Taiwanês durante a ocupação japonesa. No movimento de independência de Taiwan do pós-guerra, após o Incidente de 28 de fevereiro, também houve aqueles que defenderam o estabelecimento da República de Taiwan, como o Governo Provisório da República de Taiwan, formado por Thomas Liao e outros em 1956, e as Formosas Unidos Mundiais pela Independência, estabelecidos em 1970. 

## Território
Atualmente, o território sob o controle real da República da China é Taiwan, Pescadorws, Quemói, Matsu e algumas ilhas menores, com a ilha de Taiwan como o corpo principal. Entre elas, o Quemói, Matsu e algumas ilhas menores são "ilhas ultramarinas" que tradicionalmente não pertencem a Taiwan. (Apenas Taiwan e Pescadores pertencem à "Província de Taiwan", mesmo sob o atual distrito administrativo da República da China.)  
Por essas razões, a forma como o território da "República de Taiwan" deve ser definido é controversa. Enquanto alguns defensores da independência argumentam que o território de controle efetivo da República da China deve ser herdado, outros argumentam que outras áreas além de Taiwan e Penghu não são território da "República de Taiwan".

## Uso em um estrangeiro
Em Abril de 2002, o Presidente dos Estados Unidos, George W. Bush, deu as boas-vindas a Taiwan na Organização Mundial do Comércio (OMC) como “Taipé, República da China”, mas também utilizou a expressão “República de Taiwan”.   
Em 11 de janeiro de 2017, o presidente da Nicarágua, Daniel Ortega, convidou a então presidente de Taiwan, Tsai Ing-wen, para sua posse, referindo-se a Taiwan como a "República de Taiwan" (República de Taiwan) em vez de "República da China" (República de China).  Quando o presidente do governo de Honduras ou seus funcionários visitaram Taiwan (2016) e outros eventos internacionais, o termo "República de Taiwan" foi frequentemente usado.   O Ministério das Relações Exteriores de El Salvador usou o termo "República de Taiwan" para se referir a Taiwan antes de romper relações diplomáticas com Taiwan em 21 de agosto de 2018. 